# Panopsis tepuiana
Panopsis tepuiana là một loài thực vật có hoa trong họ Quắn hoa. Loài này được Steyerm. miêu tả khoa học đầu tiên năm 1951.